# Singoli al numero uno nella Billboard Streaming Songs nel 2025
Di seguito è proposta la lista dei singoli al numero uno nella Billboard Streaming Songs nel 2025.
La classifica delle Streaming Songs è redatta settimanalmente da Billboard e indica le canzoni più ascoltate nelle radio online, in on-demand e video sui più importanti servizi di streaming musicale statunitensi. I dati sono raccolti dalla Nielsen Broadcast Data Systems.

## Streaming Songs
| Data        | Brano                           | Artista                            | Streaming (in milioni) | Tot. Sett. #1 | Fonti  |
| ----------- | ------------------------------- | ---------------------------------- | ---------------------- | ------------- | ------ |
| 4 gennaio   | All I Want for Christmas Is You | Mariah Carey                       | 71,9                   | 22            | [ 4 ]  |
| 11 gennaio  | Die with a Smile                | Lady Gaga & Bruno Mars             | 27,1                   | 3             | [ 5 ]  |
| 18 gennaio  | Die with a Smile                | Lady Gaga & Bruno Mars             | 28                     | 3             | [ 6 ]  |
| 25 gennaio  | DTMF                            | Bad Bunny                          | 34,9                   | 2             | [ 7 ]  |
| 1º febbraio | DTMF                            | Bad Bunny                          | 28,5                   | 2             | [ 8 ]  |
| 8 febbraio  | Die with a Smile                | Lady Gaga & Bruno Mars             | 27,7                   | 3             | [ 9 ]  |
| 15 febbraio | I'm the Problem                 | Morgan Wallen                      | 29,2                   | 1             | [ 10 ] |
| 22 febbraio | Not like Us                     | Kendrick Lamar                     | 49                     | 7             | [ 11 ] |
| 1º marzo    | Luther                          | Kendrick Lamar & SZA               | 45,2                   | 7             | [ 12 ] |
| 8 marzo     | Luther                          | Kendrick Lamar & SZA               | 38,7                   | 7             | [ 13 ] |
| 15 marzo    | Luther                          | Kendrick Lamar & SZA               | 34,2                   | 7             | [ 14 ] |
| 22 marzo    | Luther                          | Kendrick Lamar & SZA               | 31,3                   | 7             | [ 15 ] |
| 29 marzo    | Evil J0rdan                     | Playboi Carti                      | 30,8                   | 1             | [ 16 ] |
| 5 aprile    | Luther                          | Kendrick Lamar & SZA               | 26,3                   | 7             | [ 17 ] |
| 12 aprile   | Luther                          | Kendrick Lamar & SZA               | 24,4                   | 7             | [ 18 ] |
| 19 aprile   | All the Way                     | BigXthaPlug feat. Bailey Zimmerman | 24,1                   | 1             | [ 19 ] |
| 26 aprile   | Luther                          | Kendrick Lamar & SZA               | 25                     | 7             | [ 20 ] |
| 3 maggio    | Ordinary                        | Alex Warren                        | 21                     | 4             | [ 21 ] |
| 10 maggio   | Ordinary                        | Alex Warren                        | 21,5                   | 4             | [ 22 ] |
| 17 maggio   | Ordinary                        | Alex Warren                        | 21,6                   | 4             | [ 23 ] |
| 24 maggio   | Ordinary                        | Alex Warren                        | 21,7                   | 4             | [ 24 ] |
| 31 maggio   | What I Want                     | Morgan Wallen feat. Tate McRae     | 31,2                   | 6             | [ 25 ] |
| 7 giugno    | What I Want                     | Morgan Wallen feat. Tate McRae     | —                      | 6             | [ 26 ] |
| 14 giugno   | What I Want                     | Morgan Wallen feat. Tate McRae     | 24,1                   | 6             | [ 27 ] |
| 21 giugno   | Manchild                        | Sabrina Carpenter                  | 27,1                   | 1             | [ 28 ] |
| 28 giugno   | What I Want                     | Morgan Wallen feat. Tate McRae     | 21,7                   | 6             | [ 29 ] |
| 5 luglio    | What I Want                     | Morgan Wallen feat. Tate McRae     | 22,3                   | 6             | [ 30 ] |
| 12 luglio   | What I Want                     | Morgan Wallen feat. Tate McRae     | 22,8                   | 6             | [ 31 ] |
| 19 luglio   | What Did I Miss?                | Drake                              | 22,6                   | 1             | [ 32 ] |
| 26 luglio   | Daisies                         | Justin Bieber                      | 27,6                   | 1             | [ 33 ] |
| 2 agosto    | Golden                          | Huntr/x                            | 25,7                   | 2             | [ 34 ] |
| 9 agosto    | Golden                          | Huntr/x                            | 28,9                   | 2             | [ 35 ] |

Note:
1. ↑  Ha raggiunto il numero uno anche nel 2019, nel 2020, nel 2021, nel 2022 e nel 2024.
2. ↑  Ha raggiunto il numero uno anche nel 2024.